# Norimberský skřivan
Norimberský skřivan je plemeno holuba domácího, náležející mezi barevné holuby, kteří jsou okrasní barvou svého peří. Chová se především v Německu.
Je podobný hýlovi a to i zbarvením, barva norimberského skřivana je ředěná forma zbarvení hýla. Peří na celém těle s výjimkou křídla a ocasu je okrové nebo sírové, břicho bývá světle žluté. Křídla a ocas jsou šedohnědě plavé. Podle kresby na křídelních štítech se norimberský skřívan dělí na skřivany skřivánčí, s kapratou kresbou, a mlynáře, kteří jsou bezpruzí a pruhoví. Oko je tmavé, vikvové, a zobák světle rohově zbarvený. Norimberský skřivan je na rozdíl od hýla vždy hladkohlavý.
Je chovatelsky nenáročný, dobře létá a polaří. V Česku se ale moc nechová.

## Odkazy

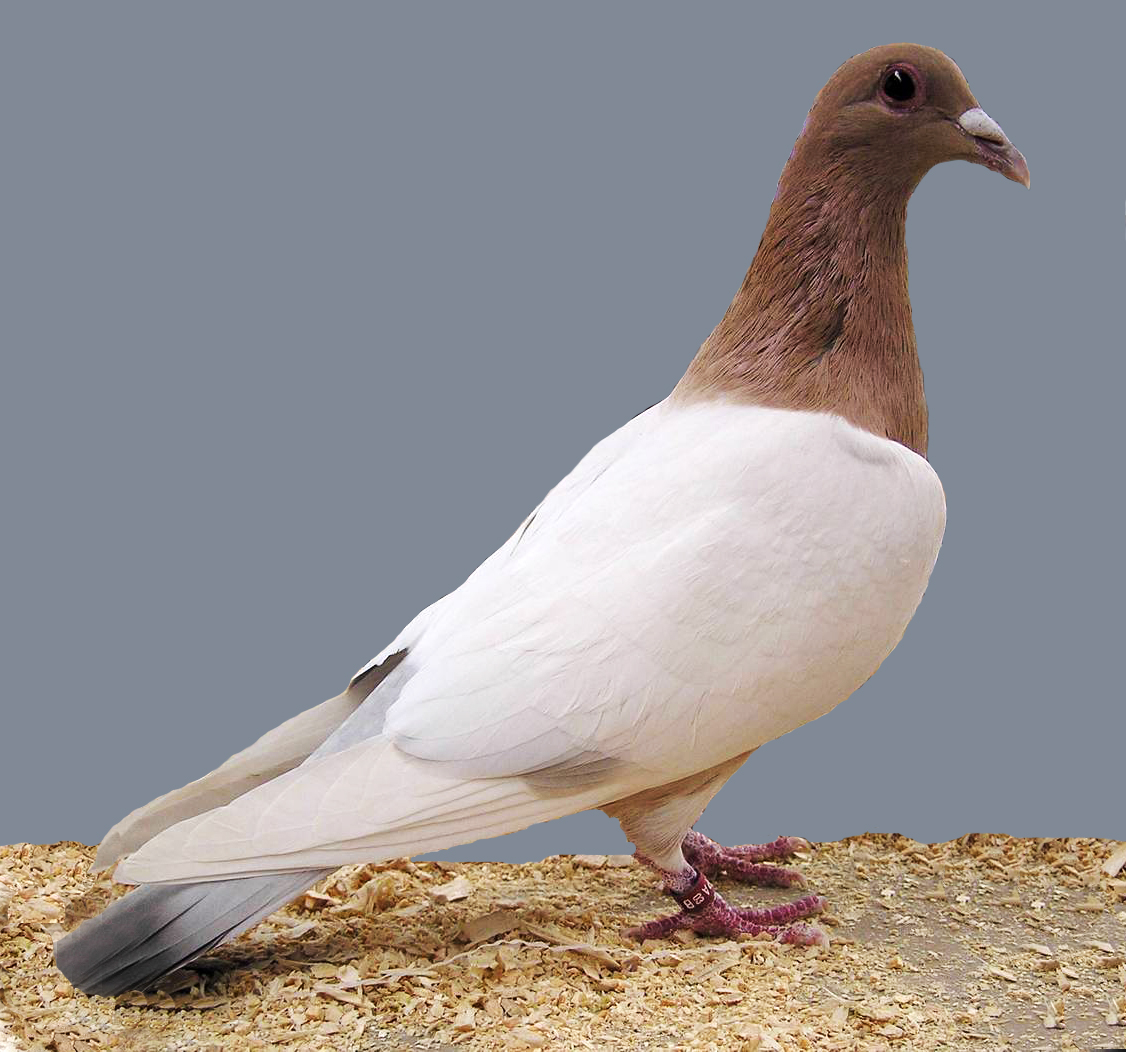
Norimberský skřivan bezpruhý, tzv. mlynář